# Орто-Талаа
Орто-Талаа (кирг. Орто-Талаа) — село в Кара-Кульджинском районе Ошской области Кыргызстана. Входит в состав Чалминского айылного аймака.

## География
Село расположено в северной части области, на левом берегу реки Тар, на расстоянии приблизительно 15 километров (по прямой) к юго-востоку от села Кара-Кульджа, административного центра района.

## История
Населённый пункт получил статус села 21 апреля 2020 года.

## Население
Согласно оценочным данным Национального статистического комитета Кыргызской Республики, численность населения села на начало 2023 года составляла 191 человек.
| год     | 2021 | 2023 |
| ------- | ---- | ---- |
| человек | 189  | 191  |